# Vuelta a Burgos 2023
La Vuelta a Burgos 2023, quarantacinquesima edizione della corsa e valevole come trentaduesima prova dell'UCI ProSeries 2023 categoria 2.Pro, si svolse in cinque tappe dal 15 al 19 agosto 2023 su un percorso di 674,1 km, con partenza da Villalba de Duero e arrivo a Lagunas de Neila, in Spagna. La vittoria fu appannaggio dello sloveno Primož Roglič, il quale completò il percorso in 16h24'49", alla media di 38,629 km/h, precedendo il russo Aleksandr Vlasov ed il britannico Adam Yates.

## Tappe
| Tappa  | Data      | Percorso                               | km    | Vincitore di tappa    | Leader cl. generale   |
| ------ | --------- | -------------------------------------- | ----- | --------------------- | --------------------- |
| 1ª     | 15 agosto | Villalba de Duero > Burgos             | 161   | Juan Sebastián Molano | Juan Sebastián Molano |
| 2ª     | 16 agosto | Oña > Poza de la Sal (Cron. a squadre) | 13,1  | Jumbo-Visma           | Attila Valter         |
| 3ª     | 17 agosto | Sargentes de la Lora > Villarcayo      | 183   | Primož Roglič         | Primož Roglič         |
| 4ª     | 18 agosto | Santa Gadea del Cid > Pradoluengo      | 157   | Oier Lazkano          | Primož Roglič         |
| 5ª     | 19 agosto | Golmayo > Lagunas de Neila             | 160   | Primož Roglič         | Primož Roglič         |
| Totale | Totale    | Totale                                 | 674,1 |                       |                       |

## Squadre e corridori partecipanti
| N.    | Cod. | Squadra               |
| ----- | ---- | --------------------- |
| 1-7   | TJV  | Jumbo-Visma           |
| 11-16 | MOV  | Movistar Team         |
| 21-27 | UAD  | UAE Team Emirates     |
| 31-37 | TBV  | Bahrain Victorious    |
| 41-47 | BOH  | Bora-Hansgrohe        |
| 51-57 | EFE  | EF Education-EasyPost |
| 61-67 | AQT  | Astana Qazaqstan Team |
| 71-77 | ACT  | AG2R Citroën Team     |

| N.      | Cod. | Squadra                  |
| ------- | ---- | ------------------------ |
| 81-87   | BBH  | Burgos-BH                |
| 91-97   | CJR  | Caja Rural-Seguros RGA   |
| 101-107 | EKP  | Equipo Kern Pharma       |
| 111-117 | EUS  | Euskaltel-Euskadi        |
| 121-127 | EOK  | Eolo-Kometa Cycling Team |
| 131-137 | Q36  | Q36.5 Pro Cycling Team   |
| 141-147 | EHE  | Electro Hiper Europa     |

## Dettagli delle tappe

### 1ª tappa
- 15 agosto: Villalba de Duero > Burgos – 159 km

Risultati
| Pos. | Corridore           | Squadra  | Tempo    |
| ---- | ------------------- | -------- | -------- |
| 1    | J. Sebastián Molano | UAE      | 3h38'58" |
| 2    | Iván García Cortina | Movistar | s.t.     |
| 3    | Edoardo Affini      | Jumbo    | s.t.     |

| Pos. | Corridore           | Squadra  | Tempo    |
| ---- | ------------------- | -------- | -------- |
| 1    | J. Sebastián Molano | UAE      | 3h38'48" |
| 2    | Iván García Cortina | Movistar | a 4"     |
| 3    | Edoardo Affini      | Jumbo    | a 8"     |

### 2ª tappa
- 16 agosto: Oña > Poza de la Sal – Cronometro a squadre – 13,1 km

Risultati
| Pos. | Squadra        | Tempo  |
| ---- | -------------- | ------ |
| 1    | Jumbo-Visma    | 14'38" |
| 2    | Movistar Team  | a 19"  |
| 3    | Bora-Hansgrohe | a 30"  |

| Pos. | Corridore     | Squadra | Tempo    |
| ---- | ------------- | ------- | -------- |
| 1    | Attila Valter | Jumbo   | 3h53'36" |
| 2    | Jan Tratnik   | Jumbo   | s.t.     |
| 3    | Koen Bouwman  | Jumbo   | s.t.     |

### 3ª tappa
- 17 agosto: Sargentes de la Lora > Villarcayo – 183 km

Risultati
| Pos. | Corridore        | Squadra | Tempo    |
| ---- | ---------------- | ------- | -------- |
| 1    | Primož Roglič    | Jumbo   | 4h26'00" |
| 2    | Aleksandr Vlasov | Bora    | s.t.     |
| 3    | Adam Yates       | UAE     | s.t.     |

| Pos. | Corridore        | Squadra | Tempo    |
| ---- | ---------------- | ------- | -------- |
| 1    | Primož Roglič    | Jumbo   | 8h19'25" |
| 2    | Aleksandr Vlasov | Bora    | a 33"    |
| 3    | Adam Yates       | UAE     | a 38"    |

### 4ª tappa
- 18 agosto: Santa Gadea del Cid > Pradoluengo – 157 km

Risultati
| Pos. | Corridore           | Squadra     | Tempo    |
| ---- | ------------------- | ----------- | -------- |
| 1    | Oier Lazkano        | Movistar    | 3h56'05" |
| 2    | Santiago Buitrago   | Bahrain     | s.t.     |
| 3    | Iván García Cortina | Kern Pharma | a 3"     |

| Pos. | Corridore        | Squadra | Tempo     |
| ---- | ---------------- | ------- | --------- |
| 1    | Primož Roglič    | Jumbo   | 12h16'28" |
| 2    | Aleksandr Vlasov | Bora    | a 33"     |
| 3    | Adam Yates       | UAE     | a 38"     |

### 5ª tappa
- 19 agosto: Golmayo > Lagunas de Neila – 160 km

Risultati
| Pos. | Corridore        | Squadra | Tempo    |
| ---- | ---------------- | ------- | -------- |
| 1    | Primož Roglič    | Jumbo   | 4h08'31" |
| 2    | Adam Yates       | UAE     | s.t.     |
| 3    | Aleksandr Vlasov | Bora    | s.t.     |

| Pos. | Corridore        | Squadra | Tempo     |
| ---- | ---------------- | ------- | --------- |
| 1    | Primož Roglič    | Jumbo   | 16h24'49" |
| 2    | Aleksandr Vlasov | Bora    | a 39"     |
| 3    | Adam Yates       | UAE     | a 42"     |

## Evoluzione delle classifiche
| Tappa              | Vincitore             | Classifica generale Maglia viola | Classifica a punti Maglia verde | Classifica scalatori Maglia rossa | Classifica giovani Maglia bianca | Classifica a squadre |
| ------------------ | --------------------- | -------------------------------- | ------------------------------- | --------------------------------- | -------------------------------- | -------------------- |
| 1ª                 | Juan Sebastián Molano | Juan Sebastián Molano            | Juan Sebastián Molano           | Xabier Berasategi                 | Sean Quinn                       | Bora-Hansgrohe       |
| 2ª                 | Jumbo-Visma           | Attila Valter                    | Juan Sebastián Molano           | Xabier Berasategi                 | Oier Lazkano                     | Jumbo-Visma          |
| 3ª                 | Primož Roglič         | Primož Roglič                    | Aleksandr Vlasov                | Adam Yates                        | Javier Romo                      | UAE Team Emirates    |
| 4ª                 | Oier Lazkano          | Primož Roglič                    | Aleksandr Vlasov                | Adam Yates                        | Javier Romo                      | UAE Team Emirates    |
| 5ª                 | Primož Roglič         | Primož Roglič                    | Primož Roglič                   | Adam Yates                        | Javier Romo                      | UAE Team Emirates    |
| Classifiche finali | Classifiche finali    | Primož Roglič                    | Primož Roglič                   | Adam Yates                        | Javier Romo                      | UAE Team Emirates    |

Maglie indossate da altri ciclisti in caso di due o più maglie vinte
- Nella 2ª tappa Iván García Cortina ha indossato la maglia verde al posto di Juan Sebastián Molano.

## Classifiche finali

### Classifica generale - Maglia viola
| Pos. | Corridore        | Squadra   | Tempo     |
| ---- | ---------------- | --------- | --------- |
| 1    | Primož Roglič    | Jumbo     | 16h24'49" |
| 2    | Aleksandr Vlasov | Bora      | a 39"     |
| 3    | Adam Yates       | UAE       | a 42"     |
| 4    | Damien Howson    | Q36.5     | a 2'07"   |
| 5    | Einer Rubio      | Movistar  | a 3'25"   |
| 6    | George Bennett   | UAE       | a 3'39"   |
| 7    | Javier Romo      | Astana    | a 3'42"   |
| 8    | Jay Vine         | UAE       | a 4'33"   |
| 9    | H. Martín López  | Astana    | a 5'23"   |
| 10   | Joan Bou         | Euskaltel | a 5'27"   |

### Classifica a punti - Maglia verde
| Pos. | Corridore         | Squadra  | Punti |
| ---- | ----------------- | -------- | ----- |
| 1    | Primož Roglič     | Jumbo    | 50    |
| 2    | Aleksandr Vlasov  | Bora     | 47    |
| 3    | Adam Yates        | UAE      | 40    |
| 4    | Santiago Buitrago | Bahrain  | 30    |
| 5    | Oier Lazkano      | Movistar | 27    |

### Classifica scalatori - Maglia rossa
| Pos. | Corridore         | Squadra   | Punti |
| ---- | ----------------- | --------- | ----- |
| 1    | Adam Yates        | UAE       | 61    |
| 2    | Primož Roglič     | Jumbo     | 57    |
| 3    | Aleksandr Vlasov  | Bora      | 40    |
| 4    | Jay Vine          | UAE       | 37    |
| 5    | Xabier Berasategi | Euskaltel | 30    |

### Classifica giovani - Maglia bianca
| Pos. | Corridore          | Squadra     | Tempo     |
| ---- | ------------------ | ----------- | --------- |
| 1    | Javier Romo        | Astana      | 16h28'31" |
| 2    | H. Martín López    | Astana      | a 1'41"   |
| 3    | Pablo Castrillo    | Kern Pharma | a 2'20"   |
| 4    | Raúl García Pierna | Kern Pharma | a 2'24"   |
| 5    | Sean Quinn         | EF          | a 3'20"   |

### Classifica a squadre
| Pos. | Squadra                | Tempo     |
| ---- | ---------------------- | --------- |
| 1    | UAE Team Emirates      | 48h53'10" |
| 2    | Jumbo-Visma            | a 5'17"   |
| 3    | Equipo Kern Pharma     | a 9'25"   |
| 4    | Movistar Team          | a 12'09"  |
| 5    | Q36.5 Pro Cycling Team | a 13'28"  |